# Auspicius
Auspicius war der Legende nach ein früher Bischof von Trier. Er soll um 130 unter Kaiser Hadrian gestorben sein. Als Heiliger ist sein Gedenktag der 8. Juli. Er soll der vierte Bischof der Stadt und Nachfolger des Maternus gewesen sein, der jedoch erst zu Beginn des 4. Jahrhunderts gelebt hat und als dessen tatsächlicher Nachfolger Agritius gilt. Im 2. Jahrhundert ist in Trier noch kein Bistum nachweisbar, sodass eine spätere Verwechslung mit Bischof Auspicius von Toul aus dem 5. Jahrhundert, dessen Gedenktag ebenfalls der 8. Juli ist, naheliegt.